# Atollo (lampada)
Atollo è una lampada ideata dal designer Vico Magistretti nel 1977 per l'azienda Oluce, vincitrice del concorso Compasso d'Oro nel 1979.

## Storia
Nella storia del design italiano la lampada Atollo si è affermata come un’icona di stile che, insieme a tanti altri prodotti, ha rappresentato l’evoluzione culturale attraverso l’utilizzo di materiali innovativi e forme che rispecchiavano le tendenze del momento.
Al tempo della realizzazione della lampada Atollo il Design italiano era rappresentato sostanzialmente da Vico Magistretti e Castiglioni, si voleva dare una connotazione di classe alla progettazione.
Magistretti affermava che l'oggetto di design corrispondeva alla risposta ad una necessità, per cui negli anni ha deciso di rivolgere particolare attenzione al tema della casa e dell'abitare e ha appreso un linguaggio espressivo che ha avuto molta presa sulla cultura architettonica lombarda. Invece negli anni ‘70 il designer si è dedicato in particolar modo alla progettazione di arredi ed oggetti, così nel 1977 ha realizzato la lampada "Atollo" su commissione dell'azienda italiana Oluce, di cui era art director e principale designer.
Atollo è diventata l’archetipo della lampada da tavolo, rivoluzionando completamente il modo di immaginare il classico abat-jour. Essa fu, infatti, uno dei più importanti e riconosciuti progetti di Oluce, vincitrice del Premio Compasso d'oro nell'edizione del 1979. Il lume è stato posto in varie collezioni permanenti di musei di design e arti decorative e tuttora la lampada Atollo è considerata un pezzo pregiato dell'Interior design.

## Progettazione e descrizione
Atollo è stata progettata sul criterio del gioco di luce e generata da una semplice idea:
- la componente superiore è una cupola (si tratta di una semplificazione dei classici paralumi in tessuto);
- la componente inferiore è uno stelo trasformato in colonna, corposo e resistente, che ha lo scopo di sostenere il peso della cupola ed avere una base larga per rendere stabile la lampada.

La lampada è stata pensata in due varianti di materiale, una versione in alluminio laccato e un'altra in vetro opalino, questi materiali sono stati studiati e scelti accuratamente da Vico Magistretti perché voleva far riprodurre e diffondere la luce in modo morbido ed accogliente, e il materiale doveva essere adatto per propagare la luce della sorgente luminosa, nascosta sotto la cupola che indirizza i raggi luminosi verso il cono che li riflette, generando così luce e al contempo penombra. Grazie a queste accortezze Atollo si trasforma in una silhouette grafica capace di portare alla mente e rivedere il concetto di lampada.
Esistono sei modelli della lampada: tre per la tipologia in metallo e altrettanti per quella in vetro.
Potenza: 
- 2 x max 105 W E27 (+ 1 x max 25 W E14);
- 2 x max 60 W(E14) (+ 2 x max 25 W E14);
- 2 x max 75 W E14 (+ 1 x max 40 W - E14 (dimmer)) - le parentesi fanno riferimento alla variante in vetro.

Grandezze in commercio:
- (grande Atollo 233-235) 50 × 70 × 20 cm;
- (media Atollo 239-237) 38 × 50 × 15 cm;
- (piccola Atollo 238-236) 25 × 35 × 10 cm.

I nomi delle versioni in metallo sono: Atollo 233 per la versione grande, Atollo 239 per quella media ed Atollo 238 per quella piccola. I modelli in vetro si chiamano rispettivamente Atollo 235, Atollo 237 ed Atollo 236.

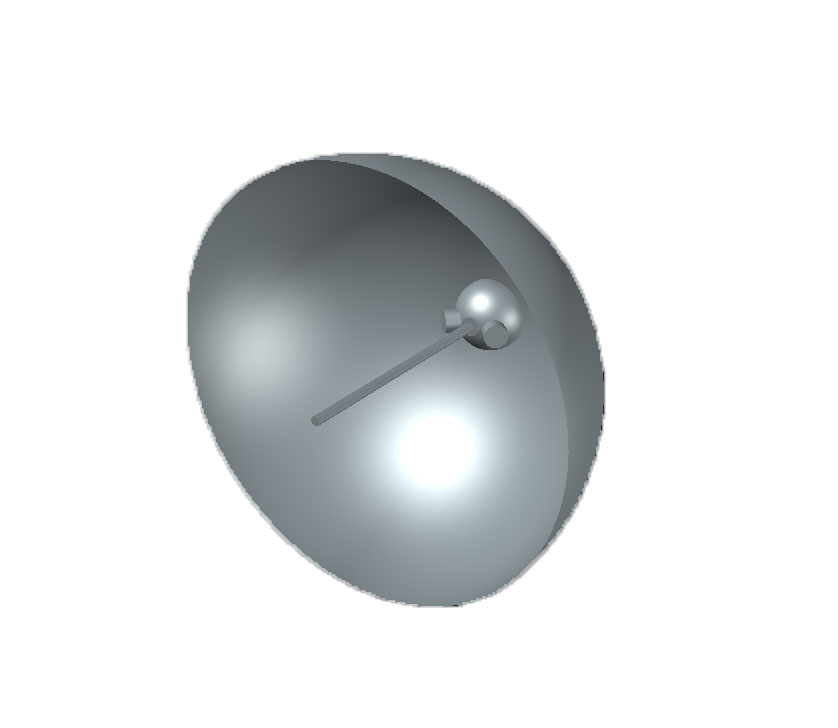
Vista interna

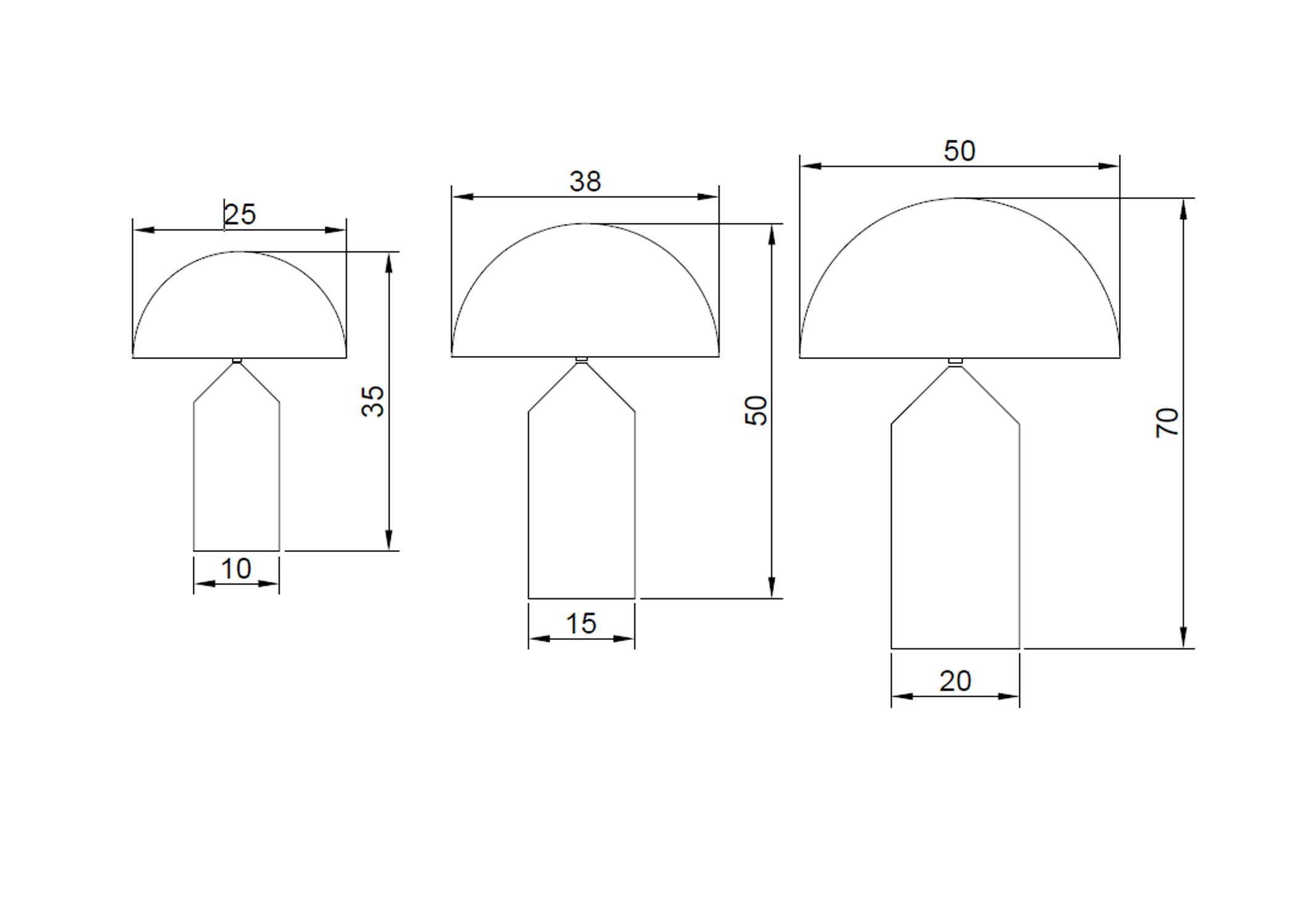
Vista frontale lampada con misure.

## Riconoscimenti
- Compasso d’Oro ADI 1979;

- “Museum of Modern Art”, New York 1979;

- “Philadelphia Museum of Art”, Philadelphia 1983;

- “Kunstgewerbemuseum”, Zuerich 1983;

- Museum “Die Neue Sammlung”, Muenchen 1983;

- “Museum für Kunst und Gewerbe”, Hamburg 1986;

- “Kunstmuseum”, Düsseldorf 1989;

- Collezione Permanente del Design Italiano 1945-1990, Triennale di Milano.